# Haynesit
Haynesit ist ein sehr selten vorkommendes Uran-Mineral aus der Mineralklasse der „Oxide und Hydroxide“ (einschließlich V[5,6]-Vanadate, Arsenite, Antimonite, Bismutite, Sulfite, Selenite, Tellurite und Iodate). Es kristallisiert im orthorhombischen Kristallsystem mit der chemischen Zusammensetzung (UO2)3(OH)2(SeO3)2O2·5H2O, ist also ein basisches wasserhaltiges Uranyl-Selenit.
Haynesit entwickelt häufig nadelige bräunlichgelbe bis bernsteinfarbene Kristalle sowie gelbe Aggregate. Es ist weltweit bisher von nur einem einzigen Fundort bekannt.

## Etymologie und Geschichte
Haynesit wurde erstmals in einer Mineralprobe aus der Repete Mine bei Blanding im San Juan County in Utah entdeckt. Die Analyse und Erstbeschreibung erfolgte durch Michel Deliens und Paul Piret, die das Mineral nach dem Geologen Patrick Eugene Haynes (* 1953), der die ersten Mineralproben von Haynesit gefunden hatte.
Deliens und Piret sandten ihre Untersuchungsergebnisse 1990 zur Prüfung an die International Mineralogical Association (interne Eingangsnummer der IMA: 1990-023), die den Haynesit als eigenständige Mineralart anerkannte. Die Erstbeschreibung wurde ein Jahr später im Fachmagazin The Canadian Journal of Mineralogy and Petrology (ehemals The Canadian Mineralogist) veröffentlicht.
Das Typmaterial des Minerals wird im Institut royal des Sciences Naturelles de Belgique (IRSNB) des Koninklijk Belgisch Instituut voor Natuurwetenschappen (Museum für Naturwissenschaften) in Brüssel unter der Inventarnummer RC 3922 aufbewahrt.

## Klassifikation
In der veralteten 8. Auflage der Mineralsystematik nach Strunz war der Haynesit noch nicht aufgeführt.
In der zuletzt 2018 überarbeiteten Lapis-Systematik nach Stefan Weiß, die formal auf der alten Systematik von Karl Hugo Strunz in der 8. Auflage basiert, erhielt das Mineral die System- und Mineralnummer IV/K.11-025. Dies entspricht der Klasse der „Oxide und Hydroxide“ und dort der Abteilung „Sulfite, Selenite und Tellurite“, wo Haynesit zusammen mit Demesmaekerit, Derriksit, Guilleminit, Larisait, Marthozit und Piretit die „Uranylselenite mit Baugruppen [UO2]2+-[SeO3]2−“ mit der Systemnummer IV/K.11 bildet.
Die von der IMA zuletzt 2009 aktualisierte 9. Auflage der Strunz’schen Mineralsystematik ordnet den Haynesit in die Klasse der „Oxide (Hydroxide, V[5,6]-Vanadate, Arsenite, Antimonite, Bismutite, Sulfite, Selenite, Tellurite, Iodate)“ und dort in die Abteilung „Arsenite, Antimonite, Bismutite, Sulfite, Selenite, Tellurite; Iodate“ ein. Hier ist das Mineral in der Unterabteilung „Selenite mit zusätzlichen Anionen; mit H2O“ zu finden, wo es als einziges Mitglied eine unbenannte Gruppe mit der Systemnummer 4.JJ.25 bildet.
In der vorwiegend im englischen Sprachraum gebräuchlichen Systematik der Minerale nach Dana hat Haynesit die System- und Mineralnummer 34.07.07.01. Das entspricht der Klasse der „Sulfate, Chromate und Molybdate“ und dort der Abteilung „Selenite, Tellurite und Sulfite“. Hier findet er sich innerhalb der Unterabteilung „Selenite - Tellurite - Sulfite“ in einer unbenannten Gruppe mit der Systemnummer 34.07.07, in der auch Larisait eingeordnet ist.

## Kristallstruktur
Haynesit kristallisiert in der orthorhombischen Raumgruppe Pnc2 (Raumgruppen-Nr. 30) oder Pncm (Nr. 53, Stellung 5) mit den Gitterparametern a = 8,02 Å; b = 17,43 Å und c = 6,93 Å sowie 2 Formeleinheiten pro Elementarzelle.

## Eigenschaften
Das Mineral ist durch seinen Urangehalt von bis zu 60,1 % radioaktiv. Unter Berücksichtigung der Mengenanteile der radioaktiven Elemente in der idealisierten Summenformel sowie der Folgezerfälle der natürlichen Zerfallsreihen wird für das Mineral eine spezifische Aktivität von etwa 107 kBq/g angegeben (zum Vergleich: natürliches Kalium 0,0312 kBq/g). Der zitierte Wert kann je nach Mineralgehalt und Zusammensetzung der Stufen deutlich abweichen, auch sind selektive An- oder Abreicherungen der radioaktiven Zerfallsprodukte möglich und ändern die Aktivität.

## Bildung und Fundorte
Haynesit bildet sich als sekundäres Uranmineral in der Oxidationszone selenreicher hydrothermaler Uranerz in Ton- und Sandsteinen. Als Begleitminerale können unter anderem Andersonit, Boltwoodit, Calcit, Ferroselit und Gips auftreten.
Außer an seiner Typlokalität in der Repete Mine in Utah (seit 1987 geschlossen), konnte Haynesit bisher nur noch in der Eureka Mine in der katalanischen Gemeinde La Torre de Cabdella (Spanien) gefunden werden. Ein weiterer Fundort in Frankreich gilt bisher als nicht gesichert bzw. nicht bestätigt (Stand 2025).

## Vorsichtsmaßnahmen
Auf Grund der starken Radioaktivität des Minerals sollten Mineralproben vom Haynesit nur in staub- und strahlungsdichten Behältern, vor allem aber niemals in Wohn-, Schlaf- und Arbeitsräumen aufbewahrt werden. Ebenso sollte wegen der hohen Toxizität und Radioaktivität von Uranylverbindungen eine Aufnahme in den Körper (Inkorporation, Ingestion) auf jeden Fall verhindert und zur Sicherheit direkter Körperkontakt vermieden sowie beim Umgang mit dem Mineral Mundschutz und Handschuhe getragen werden.